# Zwartewaal
Zwartewaal is een dorp en voormalige gemeente in de gemeente Voorne aan Zee, in de Nederlandse provincie Zuid-Holland. Het dorp heeft 1.920 inwoners (2023).

## Geschiedenis
In 1351 vond de Slag bij Zwartewaal plaats. De vloten van Margaretha van Beieren en haar zoon Willem V van Holland leverden slag op de Maas. 

### Gemeente Zwartewaal
De gemeente Zwartewaal werd ingesteld tijdens het Eerste Franse Keizerrijk op 1 januari 1812, als gevolg van de invoering in 1811 van de Franse Gemeentewet. Bij de instelling op 21 november 1813 van het Soeverein vorstendom der Verenigde Nederlanden werd de bestaande gemeentelijke indeling overgenomen.
Op 1 januari 1980 werden de gemeenten Vierpolders en Zwartewaal toegevoegd aan de gemeente Brielle.

### Tweede Wereldoorlog
In de nacht van 4 op 5 december 1944 deden de Duitsers een inval in een huis aan de Meeldijk, bij de gebroeders Johan en Jan Koene. Het huis werd omsingeld en in brand gestoken. De twee broers werden "op de vlucht" doodgeschoten. Twee Italiaanse onderduikers, Salvatore Scanio en Francesco Concas, kwamen bij de brand om het leven. Een derde Italiaanse onderduiker, Franco di Julio, wist te ontsnappen en werd door buurtgenoten geholpen: hij kon onderduiken. De Duitsers waren eveneens nog op zoek naar Anton van der Zee, een verzetsman, maar hij werd niet gevonden. Als represaille werden diens vader en twee broers op 6 december 1944 in de duinen van Rockanje gefusilleerd. Na de Tweede Wereldoorlog werd er een nieuwe woning gebouwd, genaamd Verwoeste Hoogte. 

### Herindeling
Op 1 januari 2023 zijn de gemeentes Hellevoetsluis, Westvoorne en Brielle gefuseerd tot de nieuwe gemeente Voorne aan Zee, waardoor Zwartewaal sindsdien onderdeel is van die gemeente.

## Economie
Visserij was in Zwartewaal lange tijd een belangrijke bron van inkomsten. Vanaf halverwege de 19e eeuw raakte het vissersdorp in een neerwaartse economische spiraal. Mede door de aanleg van de Nieuwe Waterweg (1872) verzandde de zuidelijke of Brielse Maasmonding. De neergang was al merkbaar, maar werd hierdoor versneld. In de periode 1925-1937 zakte het inwonertal verder naar een dieptepunt: van 656 naar 567 inwoners. Met de opkomst van de industrie in het Botlekgebied in de jaren 1950 profileerde Zwartewaal zich als een potentieel nieuwe woonplaats voor de werknemers van de industrie.

## Sport & cultuur
Sinds 1976 heeft Zwartewaal een amateurvoetbalclub, VV Zwartewaal, met twee seniorenteams en vier jeugdteams (2024). Het eerste elftal is gedurende het seizoen 2024/2025 actief in de 4de klasse zaterdagcompetitie. De wedstrijden worden gespeeld aan de Sluisweg. 
Ook is er sinds 1974 een tennisvereniging, T.V. Zwartewaal, gevestigd op het sportpark "De Beuzem", eveneens aan de Sluisweg. Het 50-jarig jubileum werd op 8 juni 2024 groots gevierd met een lustrum.
Dorpshuis De Gaffelaar is sinds 1972 gevestigd aan de Christinalaan. Hier zijn verschillende sport- en dansverenigingen actief, zoals boksschool Boxing Godschalk. De Gaffelaar biedt tevens onderdak aan een breed scala aan (terugkerende) evenementen, waaronder toneelvoorstellingen van "De Komedianten", de wekelijkse ouderensoos en diverse feesten en partijen. Vanaf 2025 verhuist De Gaffelaar naar een nieuw gebouw, direct achter het huidige pand, dat zal worden gesloopt om ruimte te maken voor woningbouw.
Tot 2004 werden er jaarlijks Havendagen georganiseerd in de voormalige visserijhaven van het dorp.

## Enige afbeeldingen

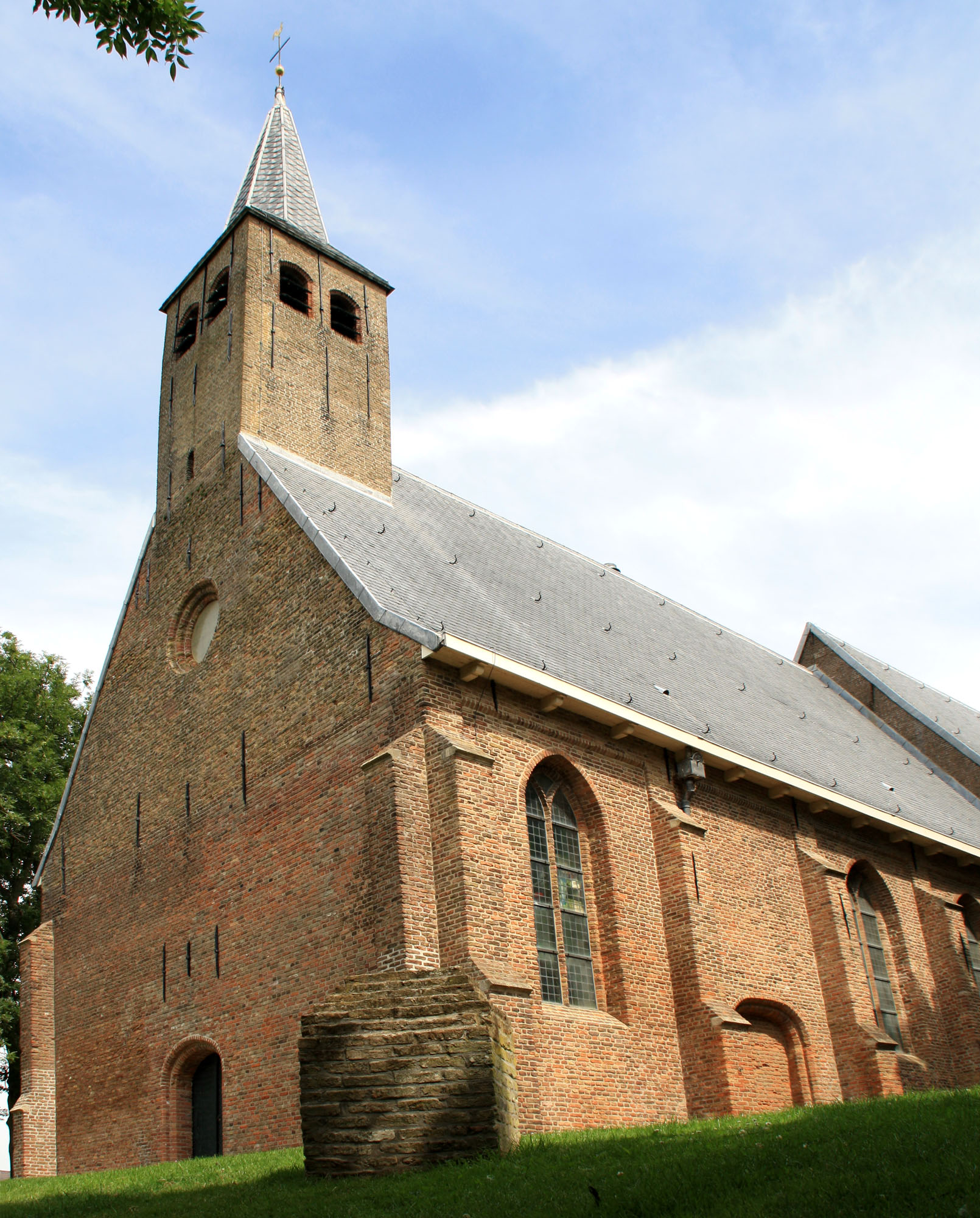
Nederlands Hervormde kerk Schoolstraat 5, rijksmonument
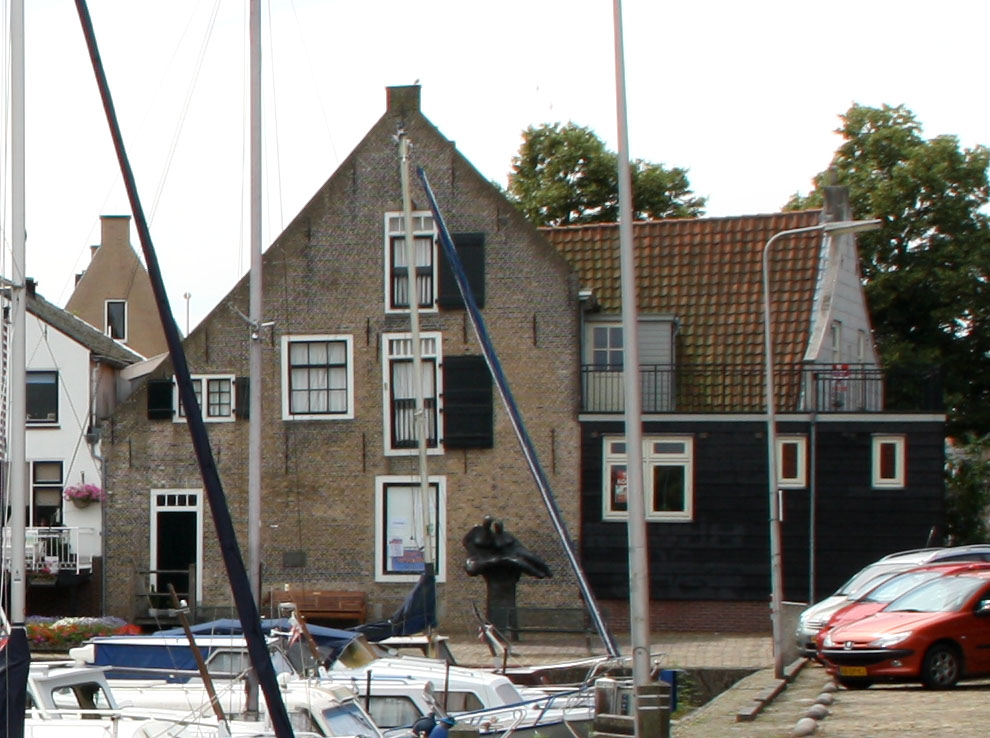
Nettenpakhuis, Bernissedijk 24, rijksmonument
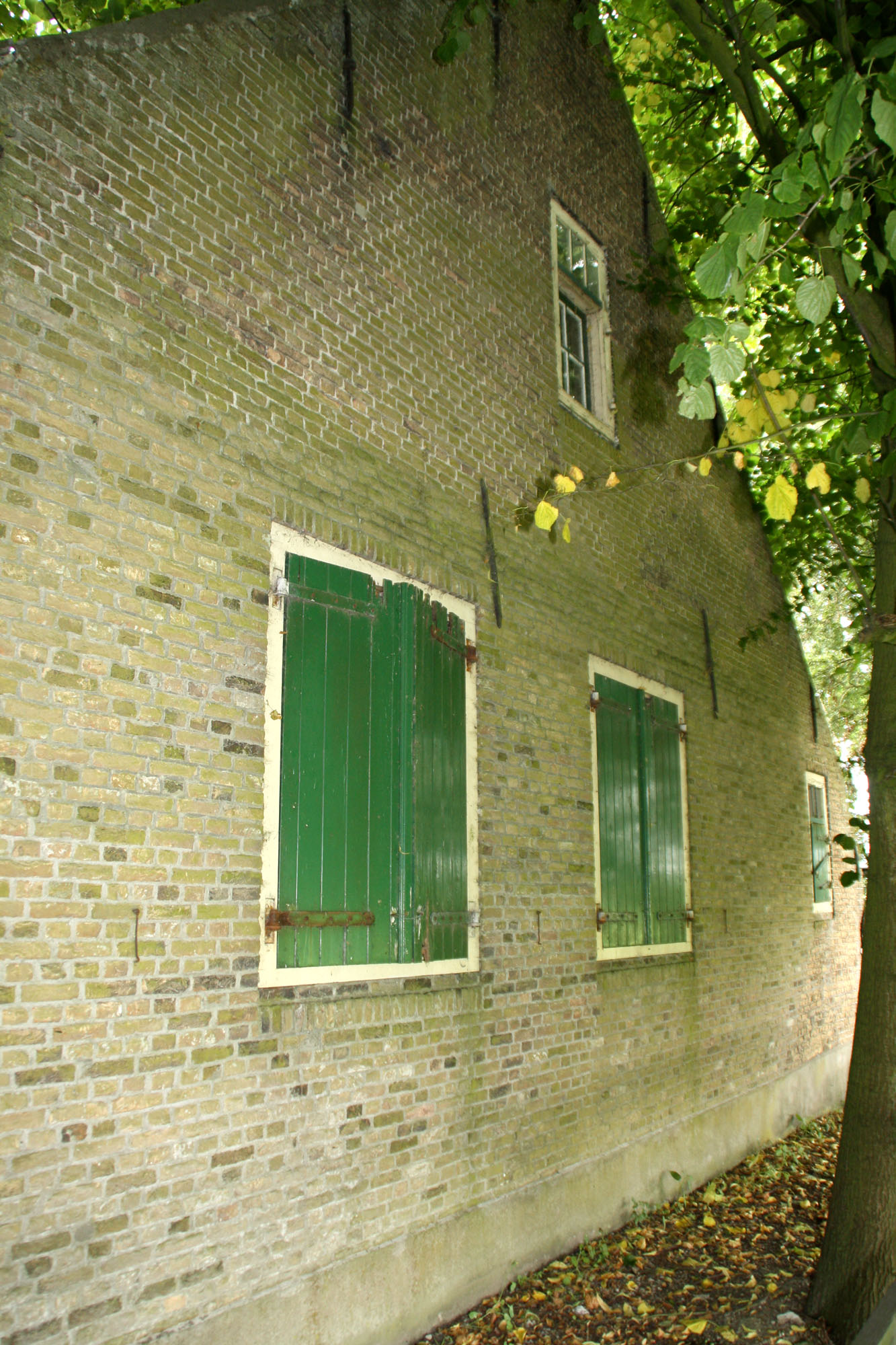
Boerderij Wouddijk 12, rijksmonument
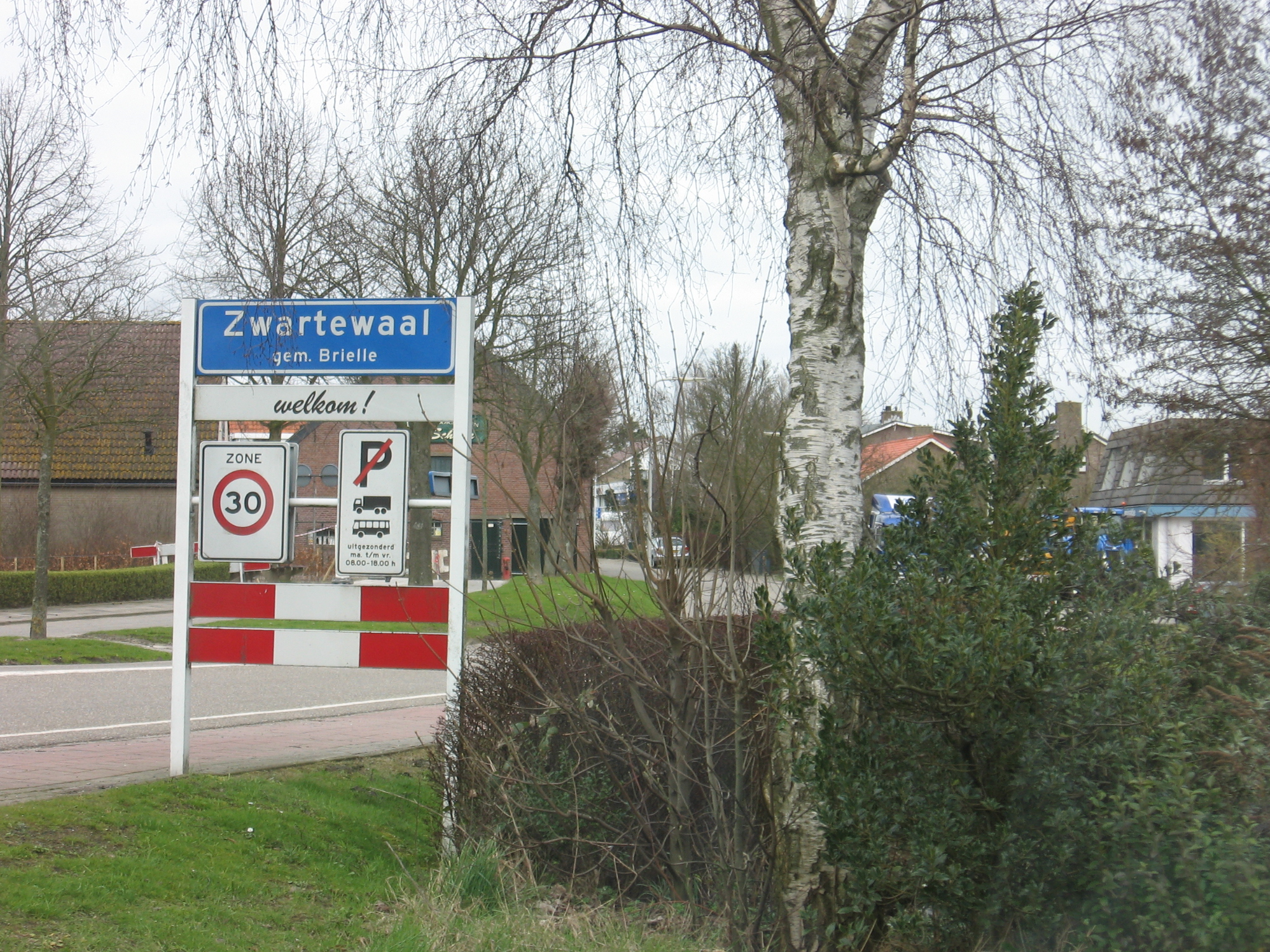
Bord bij de ingang van het dorp
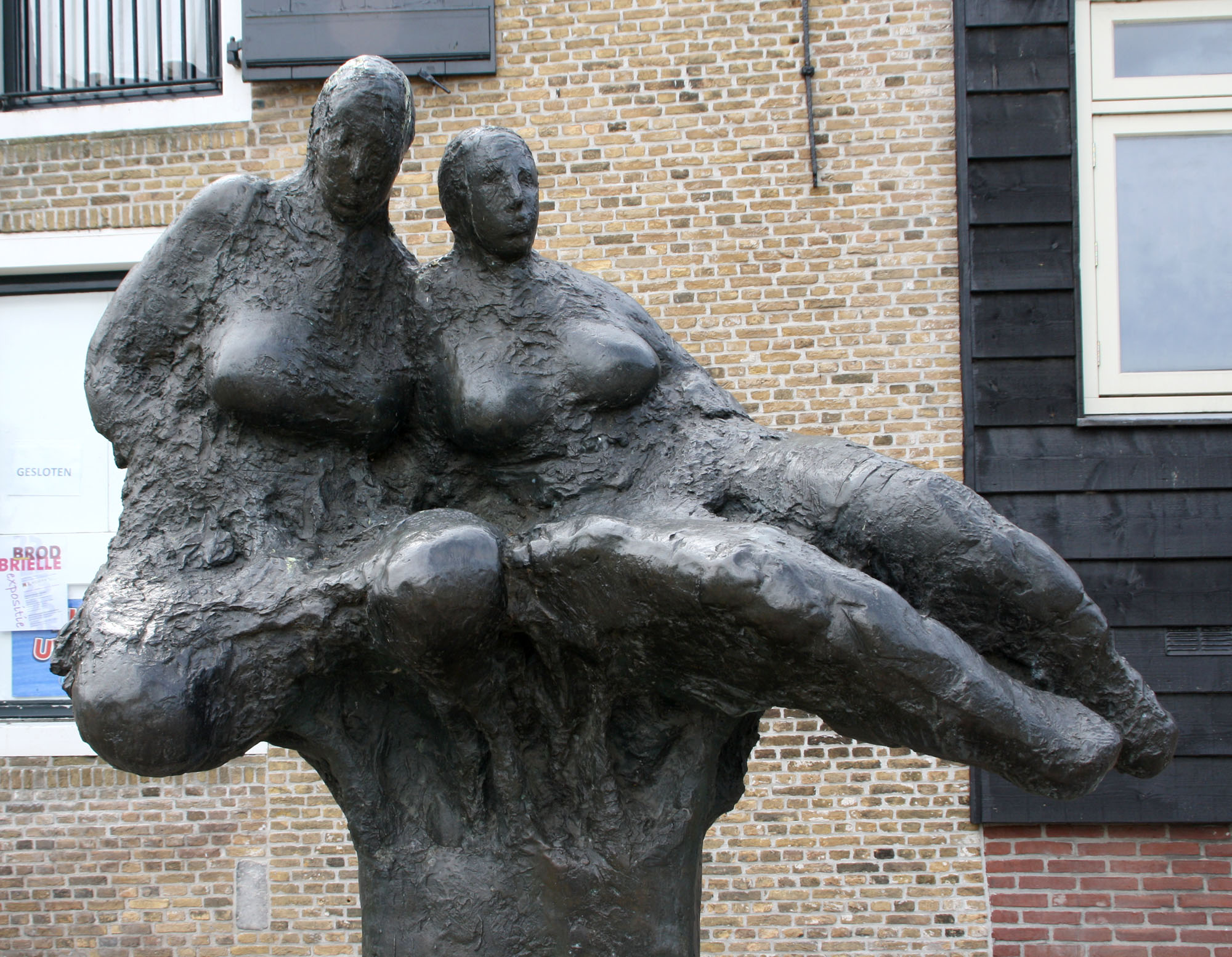
Vissersvrouwen door Peter Erftemeijer